# 与次郎
与次郎（よじろう）は、鹿児島県鹿児島市の町丁。郵便番号は890-0062。人口は2,204人、世帯数は984世帯（2020年4月1日現在）。与次郎一丁目及び与次郎二丁目があり、与次郎一丁目及び与次郎二丁目の全域で住居表示を実施している。
かつては与次郎ヶ浜と呼ばれる塩田であったが、鹿児島市から委託を受けた鹿児島開発事業団によって埋立てられ、鴨池運動公園や遊園地などの観光・リクリエーション施設が建設された。

## 地理
鹿児島市中部、甲突川の下流域に位置している。町域の北方には天保山町、南方には鴨池、西方には下荒田、鴨池新町とそれぞれ接しており、東部には錦江湾に面している。
与次郎一丁目にはフレスポジャングルパークなどの複合商業施設や南日本新聞社、鹿児島放送、鹿児島読売テレビの本社が所在する。与次郎二丁目の半分近くを鹿児島県立鴨池陸上競技場などから構成される鹿児島県総合体育センターが占めており、他には高層マンションが建設されている。

### 町名の由来
「与次郎」という町名は、天保年間頃の荒田村の百姓「平田与次郎」が荒田浜に塩田を拓き、いつしか一帯が「与次郎ヶ浜」と呼ばれた事に由来する。

## 歴史

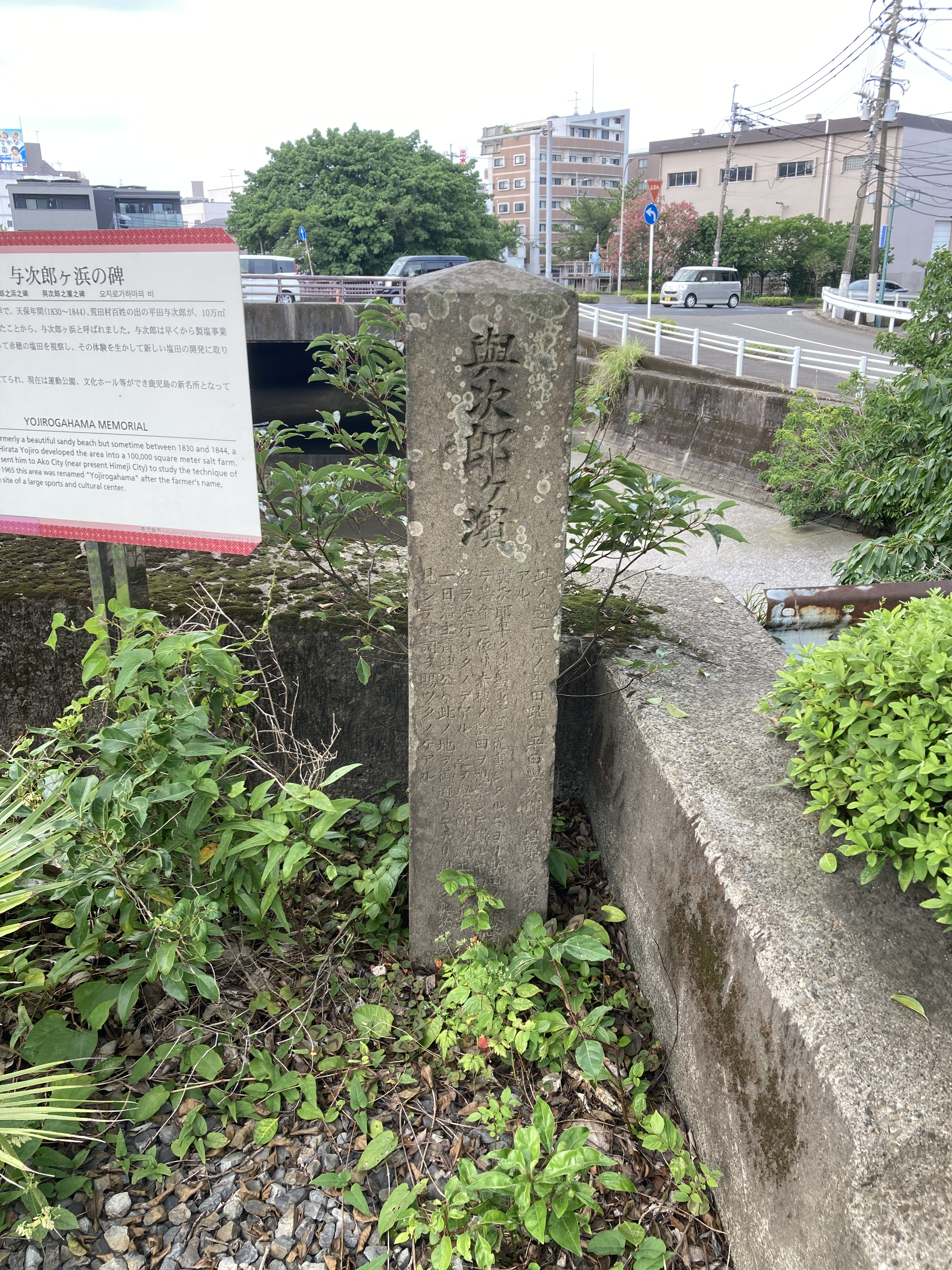
与次郎ヶ浜の碑

### 前史
与次郎ヶ浜は、「鹿児島のおいたち」によれば天保山から鴨池に至る塩田であった。塩田は与次郎の町名の由来ともなる荒田村の百姓「平田与次郎」が薩摩藩の命により古くから製塩で有名であった赤穂の塩田を視察し、その経験を活かして開拓されたものであった。1937年（昭和12年）から2年間の工期で与次郎ヶ浜の土地区画整理事業が実施された。

### 与次郎ヶ浜の埋立と開発
1965年（昭和40年）に鹿児島市と鹿児島県、谷山市が合同出資して設立された鹿児島開発事業団に対して鹿児島市が同年12月に与次郎ヶ浜（674,000平方メートル）の埋立工事を委託し、3か年計画で埋立事業が行われることとなった。翌年1966年（昭和41年）8月に着工された。
与次郎ヶ浜の埋立に必要となる土砂は与次郎ヶ浜に面する海底は急傾斜であり深すぎるため、浚渫による埋土の採取が困難であった。そのことから、同じく鹿児島開発事業団が開発を行っていた城山団地（現在の鹿児島市城山一丁目・城山二丁目）の開発時に排出された残土を甲突川に敷設したパイプラインで与次郎ヶ浜まで搬出する「水搬工法」が用いられた。パイプラインは流速毎秒8.2メートルで20時間稼働し、1日に2万平方メートルの土砂を送る能力があった。1972年（昭和47年）に与次郎ヶ浜の埋立てが竣工した。事業費総額は114億3千万円、埋立面積は1,089,096平方メートルであった。与次郎ヶ浜地区は環境スポーツゾーンとされ、観光・リクリエーションエリアとしての役割を担うこととなった。
与次郎ヶ浜が竣工した1972年（昭和47年）の4月には鴨池運動公園（現在の鹿児島県総合体育センター）が完成し、全天候型のトラックを有する鹿児島県立鴨池陸上競技場、ナイター設備を備えた鹿児島県立鴨池野球場、全天候型テニスコートなどが設置され、同年に行われた第27回国民体育大会（太陽国体）や、1982年（昭和57年）に行われた全国高等学校総合体育大会ではメイン会場となった。
1972年（昭和47年）にはサンロイヤルホテルが開業し、海中公園である「鴨池マリンパーク」が開業した。1986年（昭和61年）には鹿児島市海釣り公園が開業している。

### 町丁の設置以降
1976年（昭和51年）に与次郎ヶ浜地区において住居表示が実施されることとなった。それに伴い町域の再編が実施され同年10月12日に下荒田町の一部より、新たに「与次郎一丁目」及び「与次郎二丁目」が設置された。
その後、テレビ局の本社や新聞社の与次郎への移転が相次ぎ、1982年（昭和57年）には鹿児島放送が与次郎二丁目に本社を建設し開局、1993年（平成5年）には与次郎一丁目に鹿児島讀賣テレビが本社を建設し開局、2001年（平成13年）に南日本新聞の本社が易居町から与次郎一丁目に移転した。
2004年（平成16年）5月には与次郎ヶ浜地区の用途地域の見直し及び観光地区指定の廃止の都市計画が決定された。このことにより、マンションなどの共同住宅や病院の建設が可能となった。2006年（平成18年）10月にはジャングルパーク遊園地跡地に複合映画館を核とした複合商業施設であるフレスポジャングルパークがオープンした。
2024年（令和6年）、鹿児島サンロイヤルホテルの老朽化に伴い解体、移転する計画が進行。周辺を含めた跡地利用候補としてサッカースタジアムの建設計画も浮上した。

### 町域の変遷
| 実施後               | 実施年             | 実施前           |
| -------------------- | ------------------ | ---------------- |
| 与次郎一丁目（新設） | 1976年（昭和51年） | 下荒田町（一部） |
| 与次郎二丁目（新設） | 1976年（昭和51年） | 下荒田町（一部） |

## 施設

### 公共
- 鹿児島県総合体育センター
  - 鹿児島県立鴨池陸上競技場[38]
  - 鹿児島県立鴨池野球場[39]
  - 鹿児島県立鴨池庭球場[40]
  - 鹿児島県総合体育センター武道館[41]
- 鴨池海釣り公園[42]
- 鹿児島市民文化ホール[43]
- すこやか子育て交流館りぼんかん[44][45]
- 高齢者福祉センター与次郎[46][47]

### 教育
- 鹿児島大学水産学部鴨池海洋生産実験室

### マスメディア
- 南日本新聞社本社
- 鹿児島放送本社
- 鹿児島讀賣テレビ本社

### その他
- 鹿児島県薬剤師会本部
- 鹿児島ビジョン本社
- 西原商会本社
- 康正産業本社
- ニシムタ本社・与次郎本店
- 米盛病院
- 迫田本社・与次郎本店
- ハニ・バイエルン本社
- フレスポジャングルパーク[48]

## ギャラリー

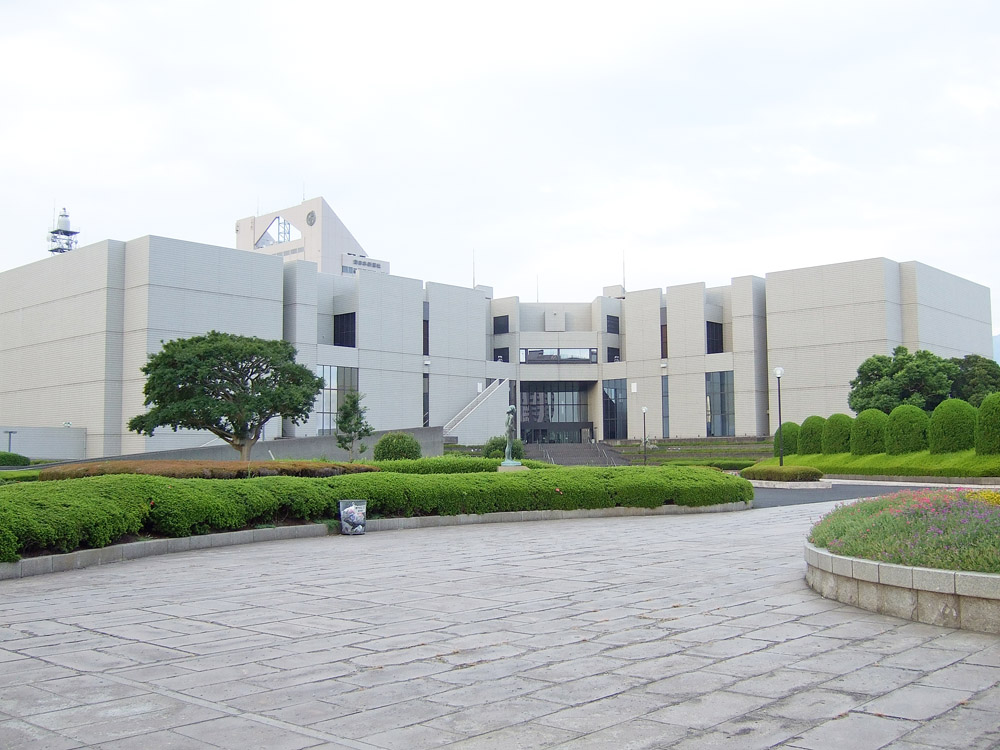
鹿児島市民文化ホール
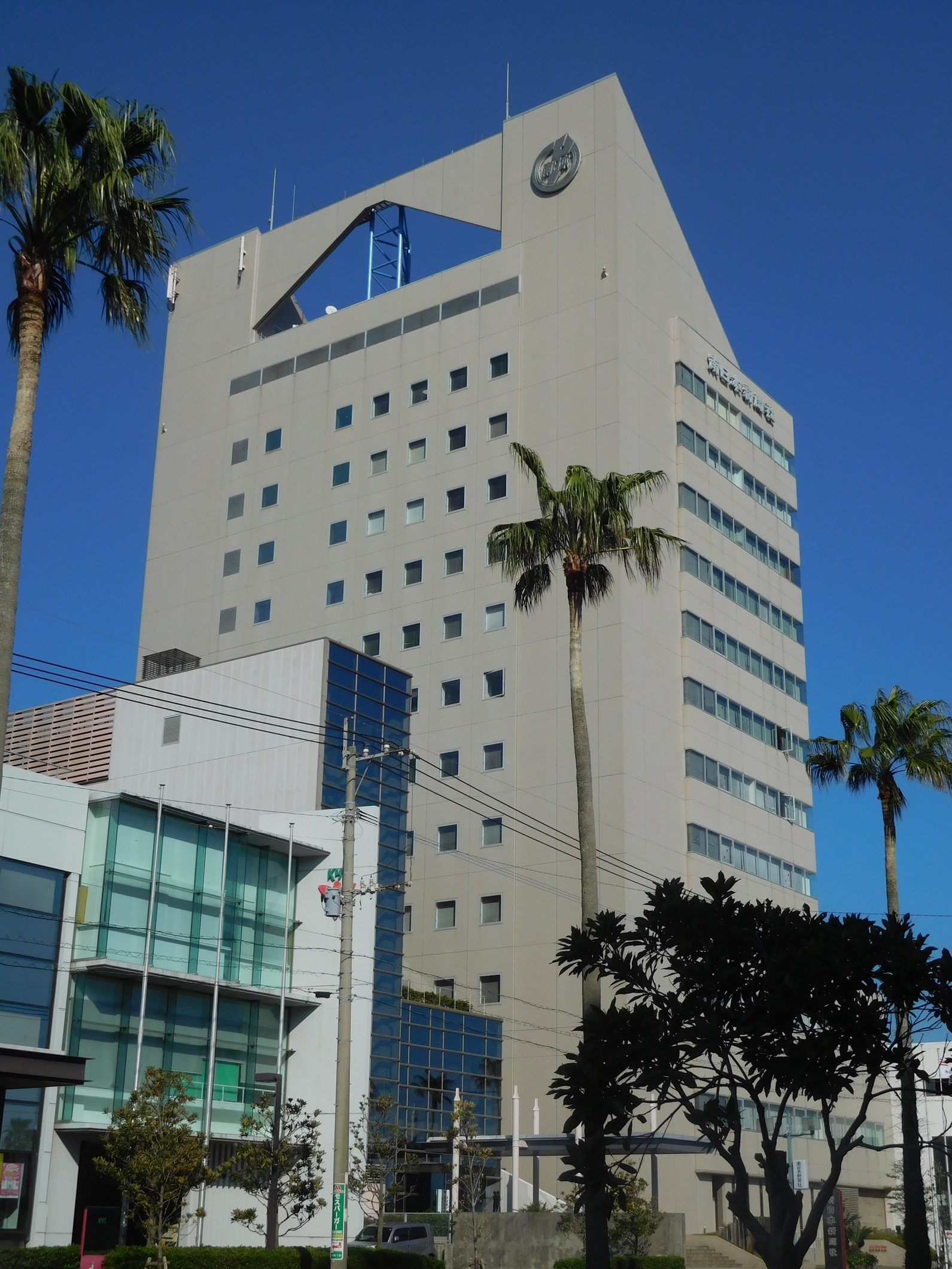
南日本新聞本社
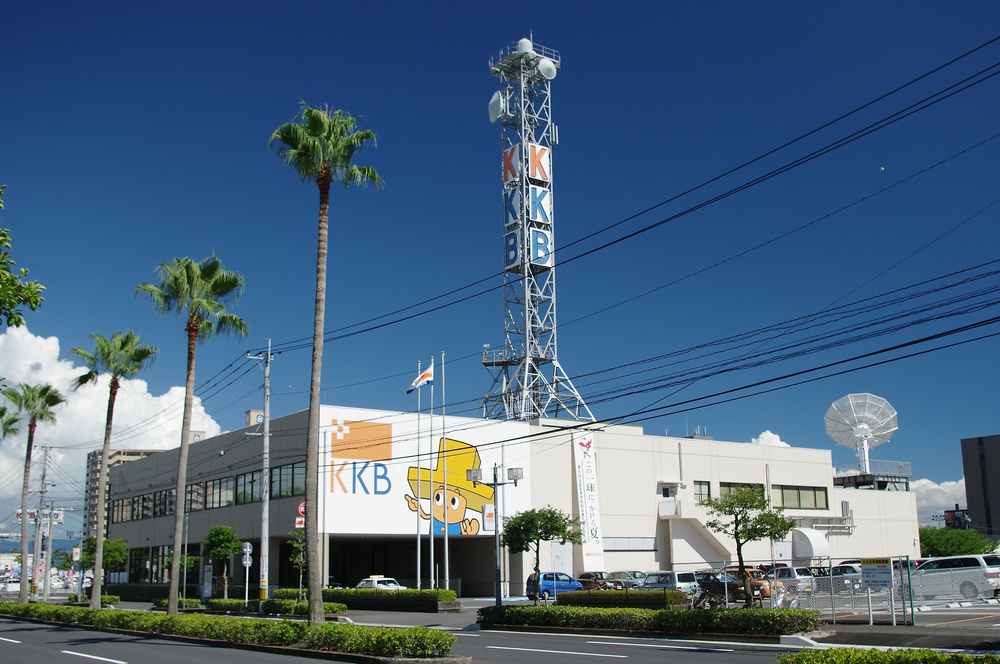
鹿児島放送本社
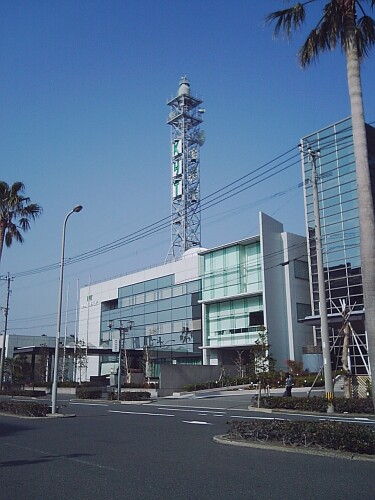
鹿児島讀賣テレビ本社（演奏所）

## 人口

### 丁目別
|              | 世帯数 | 人口  |
| ------------ | ------ | ----- |
| 与次郎一丁目 | 31     | 47    |
| 与次郎二丁目 | 953    | 2,157 |

### 国勢調査
以下の表は国勢調査による小地域集計が開始された1995年以降の人口の推移である。
| 年                 | 人口  |
| ------------------ | ----- |
| 1995年（平成7年）  | 99    |
| 2000年（平成12年） | 67    |
| 2005年（平成17年） | 37    |
| 2010年（平成22年） | 1,932 |
| 2015年（平成27年） | 2,202 |

## 小・中学校の学区
市立小・中学校に通う場合、学区（校区）は以下の通りとなる。
| 町丁         | 番   | 小学校               | 中学校                 |
| ------------ | ---- | -------------------- | ---------------------- |
| 与次郎一丁目 | 全域 | 鹿児島市立八幡小学校 | 鹿児島市立天保山中学校 |
| 与次郎二丁目 | 全域 | 鹿児島市立八幡小学校 | 鹿児島市立天保山中学校 |

## 交通

### 道路
一般国道
- 国道225号